# Microdrosophila spiciferipennis
Microdrosophila spiciferipennis är en tvåvingeart som beskrevs av Zhang 1989. Microdrosophila spiciferipennis ingår i släktet Microdrosophila och familjen daggflugor. Inga underarter finns listade i Catalogue of Life.